# ويليام هندرسون
ويليام هندرسون (بالإنجليزية: William Henderson)‏ (و. 1971  م) هو لاعب كرة قدم أمريكية من الولايات المتحدة، ولد في ريتشموند، ويلعب كظهير ‏.

## التعليم
تعلم في Thomas Dale High School ‏.

## روابط خارجية
- ويليام هندرسون على موقع مرجع كرة القدم المحترفة.كوم (الإنجليزية)